# BigDog
BigDog este un robot militar patruped stabil dinamic care a fost creat în 2005 de Boston Dynamics⁠(d) împreună cu Foster-Miller⁠(d), Jet Propulsion Laboratory NASA și Stația Concord de la Universitatea Harvard. A fost finanțat de DARPA, dar proiectul a fost abandonat după ce BigDog a fost considerat prea zgomotos pentru luptă.
Puterea de calcul la bord este dată de mai multe plăci PC/104⁠(d) cu un computer de clasă Pentium 4⁠(d) care rulează QNX⁠(d).